# ناتالی کورنیسیک
ناتالی کورنیسیک (انگلیسی: Natalie Korneitsik؛ زادهٔ ۳۰ دسامبر ۱۹۹۱) مجری، مدل اهل استونی است.